# Hipoteza termostatu

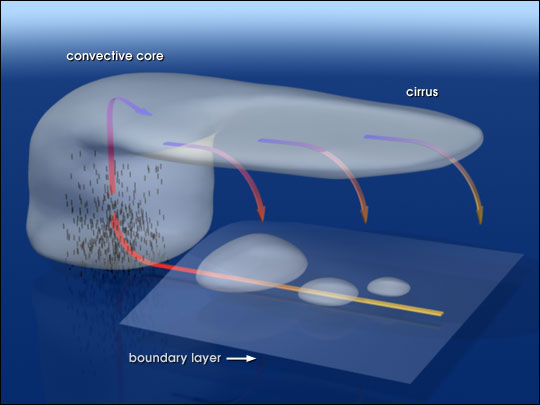
W hipotezie termostatu tropikalnego przy wzrastającej temperaturze oceanu rozwija się głęboka konwekcja (burza) i tworzy się rozległe kowadło, które odbija promieniowanie słoneczne i stabilizuje temperaturę oceanu (rysunek – Robert Simmon)

Hipoteza termostatu równikowego – meteorologiczna hipoteza, która stara się wytłumaczyć dlaczego maksymalna temperatura oceanu na ziemi utrzymuje się w granicach 300K.
W 1991 roku Ramanathan i Collins zapostulowali hipotezę termostatu tropikalnego, w której przy rosnącej temperaturze oceanu zaczyna rozwijać się głęboka konwekcja burzowa, która powoduje powstawanie rozległych stratyfikowanych chmur w górnych warstwach atmosfery. Wierzchołki tych chmur odbijają promieniowanie słoneczne. W hipotezie termostatu ujemne sprzężenie zwrotne ogranicza maksymalną temperaturę wody na powierzchni ziemi. Hipoteza stanowiła centralny temat eksperymentu badawczego CEPEX w 1993 roku.

## Publikacje
- Ramanathan, V. and W. Collins, 1991: Thermodynamic Regulation of Ocean Warming by Cirrus Clouds Deduced from Observations of the 1987 El Niño. Nature, 351: 27-32 (hipoteza termostatu tropikalnego)